# النصب التذكاري للمقاومة الألمانية

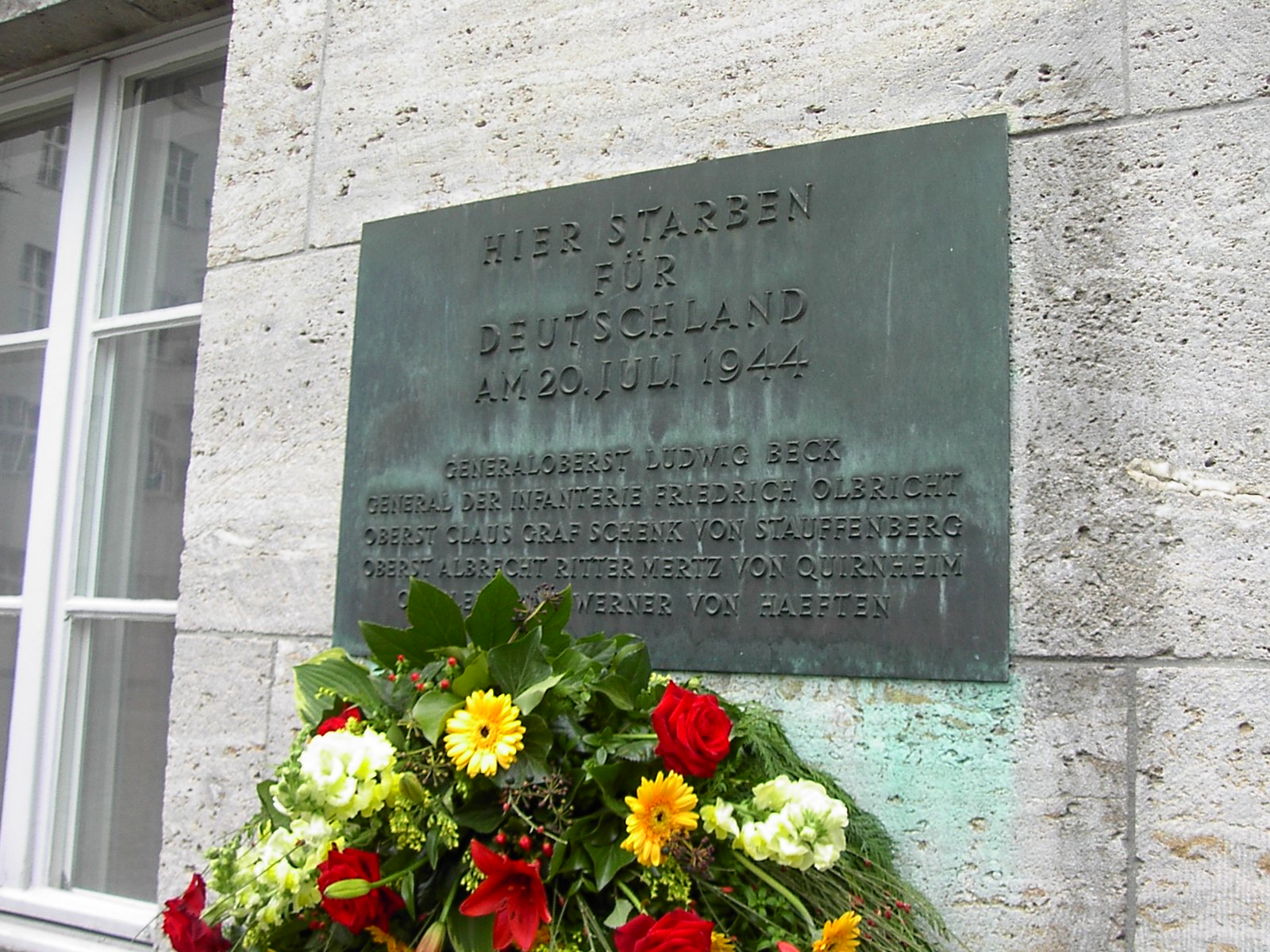
لوحة في الفناء الداخلي للنصب التذكاري للمقاومة الألمانية، بالقرب من المكان الذي أُعدم فيه شتوفنبرغ وآخرون في يوليو 1944

النصب التذكاري للمقاومة الألمانية (بالألمانية: Gedenkstätte Deutscher Widerstand)‏ هو نصب تذكاري ومتحف في برلين، عاصمة ألمانيا. افتُتح في عام 1980 في جزء من بيندلا بلوك.
على الرغم من أن النصب التذكاري يهدف في المقام الأول إلى إحياء ذكرى أفراد الجيش الألماني الذين حاولوا اغتيال هتلر في عام 1944، إلا أنه نصب تذكاري للمقاومة الألمانية بالمعنى الأوسع. يتفق المؤرخون على أنه لم تكن هناك حركة مقاومة وطنية موحدة في ألمانيا النازية في أي وقت خلال سنوات حكم هتلر (1933–1945). يواكيم فيست يصفها بأنها «المقاومة التي لم تكن أبدا».  ومع ذلك، فإن مصطلح المقاومة الألمانية ( Deutscher Widerstand ) يستخدم الآن لوصف جميع عناصر المعارضة ومقاومة النظام النازي، بما في ذلك الشبكات السرية للديمقراطيين الاجتماعيين والشيوعيين والوردة البيضاء وأنشطة المعارضة في الكنائس المسيحية، وجماعات المقاومة المتمركزة في الخدمة المدنية وأجهزة المخابرات والقوات المسلحة.

## معارض المتحف

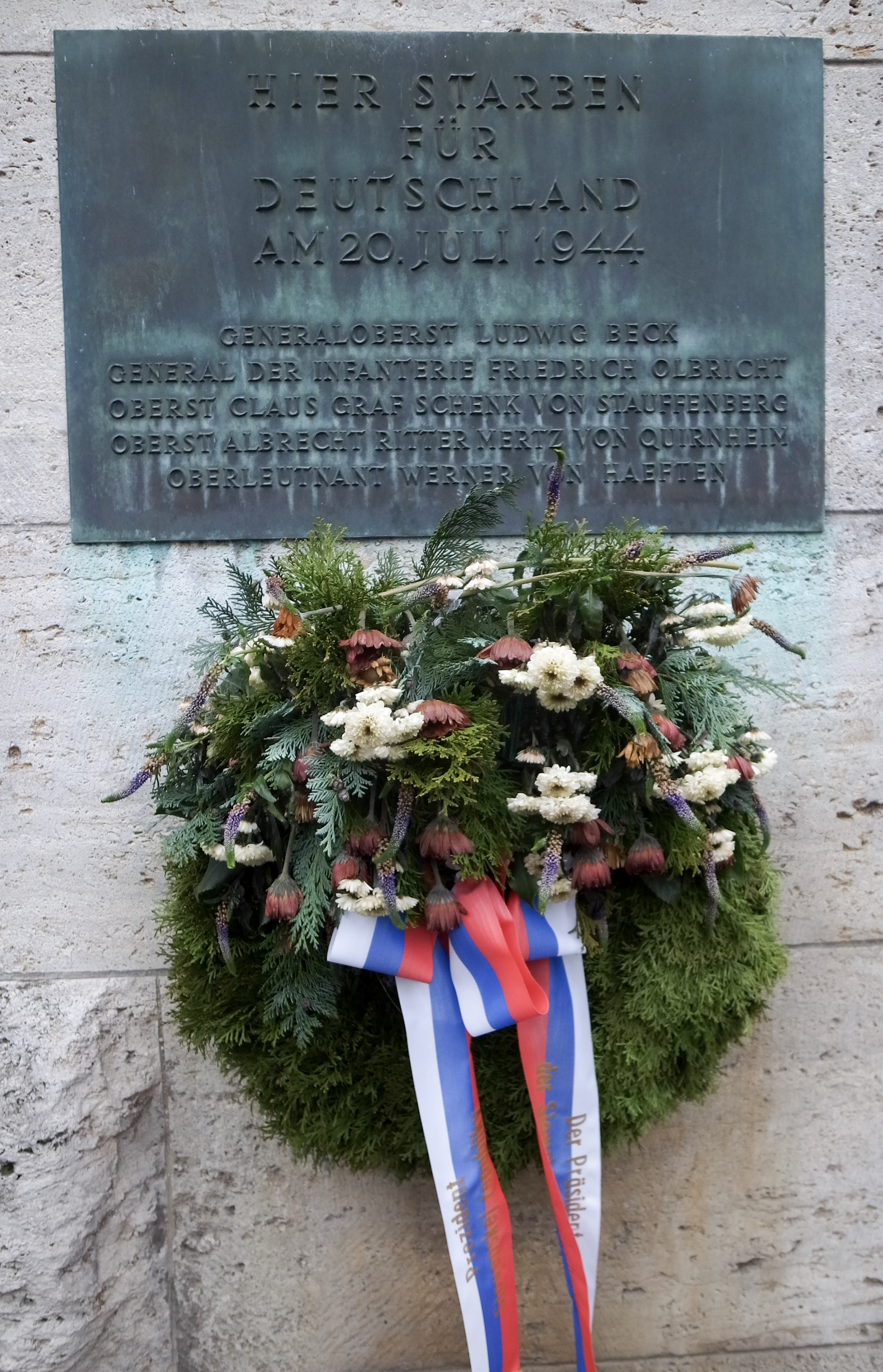